# S/S Kronprinsesse Louise
S/S Kronprinsesse Louise var en dansk järnvägsfärja som byggdes 1891 vid Helsingør Skibsværft og Maskinbyggeri åt DSB för trafik mellan Helsingør och Helsingborg.
Färjan byggdes av stål och försågs med två koleldade ångpannor med var sin skorsten och en compoundångmaskin med 550 hästkrafter som drev två skovelhjul av trä med en diameter på 4,5 meter. Hon kunde transportera 850 passagerare och spåret på däck hade plats för sex järnvägsvagnar och en maximal vikt på 115 ton. Passagerare som reste i första och andra klass hade tillgång till en salong med plyschklädda möbler i främre delen av fartyget och på akterdäck fanns en enklare salong för dem som reste i tredje klass samt bänkar på vagnsdäcket.
Färjan uppkallades efter kronprinsessan, senare drottningen Louise och levererades i oktober 1891 till DSB som först satte in henne på en rutt mellan Orehoved och Masnedø. När färjeläget i Helsingborg blev klart året efter flyttades hon till HH-leden där Sveriges första  tågfärjeförbindelse med utlandet invigdes den 10 mars 1892.
Tidtabellen, som omfattade fem dubbelturer per dag, angavs i dansk tid som var 10 minuter efter svensk tid.
På den danska sidan fanns redan vid invigningen långa köer av godsvagnar med tysk utrustning till svenska sockerbruk och på den svenska sidan vagnar med trävaror. Järnvägstransporten var dock besvärlig eftersom danska och svenska järnvägsvagnar var byggda efter olika standarder och inte alltid passade ihop. Så kunde till exempel kronprins Gustafs kungavagn inte tas i land i Helsingør.
Kronprinsesse Louise trafikerade rutten till 1902 då hon flyttades till Lilla Bält och rutten  Fredericia–Strib. År 1905 förlängdes hon med nio meter på Københavns Flydedok och 1922 återvände hon till HH-linjen. År  1935 återvände färjan till sin gamla rutt över Lilla Bält, men efter invigningen av Lilla Bältbron senare samma år lades hon upp och skrotades.